# Кафка (фільм)
«Кафка» — французько-американський містичний трилер 1991 року режисера Стівена Содерберга. Нібито біографічний фільм, заснований на поєднанні реальних фактів з життя Франца Кафки з його вимислами (особливо романів «Замок» і «Процес»), створює атмосферу притаманну творам письменника. Головні ролі виконали Джеремі Айронс, Тереза Расселл, Ієн Голм, Єрун Краббе, Джоел Грей, Армін Мюллер-Шталь та Алек Гіннесс.
Випущений після критично сприйнятого дебютного фільму Содерберга «Секс, брехня і відео» фільм став першим із серії низькобюджетних розчарувань за касовими зборами. Однак з часом він став культовим фільмом, який порівнюють з «Бразилією» Террі Гілліама та «Голим Ланчем» Девіда Кроненберга .

## Сюжет
Події відбуваються в Празі в 1919 році, «Кафка» розповідає історію працівника страхової компанії, який вступає в підпільну групу після вбивства одного з його колег. Підпільна група, відповідальна за вибухи в усьому місті, намагається завадити секретній організації, яка контролює основні події в суспільстві. Врешті-решт він проникає в таємну організацію, щоб протистояти їм.

## У ролях
- Джеремі Айронс у ролі пана Кафки
- Тереза Рассел у ролі Габріели
- Джоел Грей у ролі пана Бургель
- Ян Холм у ролі лікаря Мурнау
- Єрун Краббе у ролі пана Бізбелбека
- Армін Мюллер-Шталь у ролі інспектора Грубаха
- Алек Гіннес у ролі начальника відділу компанії
- Браян Гловер у ролі стражу замку
- Кіт Аллен у ролі Людвіга
- Саймон Макберні у ролі Оскара
- Роберт Флемінг у ролі зберігач файлів
- Іон Карамітру у ролі анархіста
- Йозеф Абрам у ролі друга Кафки
- Гай Фітен у ролі друга Кафки
- Ондрей Гавелка як друг Кафки
- Джером Флінн у ролі служителя замку
- Еван Стюарт у ролі служителя замку
- Джим Макфі у роліслужителя замку
- Петр Якл у ролі робітник кар'єру
- Девід Єнсен у ролі людини, що сміється

## Сприйняття
Фільм «Кафка» отримав неоднозначні відгуки критиків. На сьогодні на агрегаторі "Rotten Tomatoes " фільм має рейтнг 52 %, який ґрунтуються на 23 оглядах.

## Альтернативна версія
В інтерв'ю для журналу «New York Magazine» в 2013 році Содерберг заявив, що права на фільм повернулися йому та виконавчому продюсеру Полу Рассаму, і що та робота починалась з «зовсім іншої» версії фільму. Содерберг повідомив, що він і Лем Доббс внесли кілька змін до сценарію, вставки були зняті під час створення фільму «Побічна дія», а також він планує дублювати фільм німецькою мовою та випустити оригінальну та нову версію разом.